# Geum pentapetalum
Geum pentapetalum es una especie de planta herbácea perteneciente a la familia Rosaceae. 

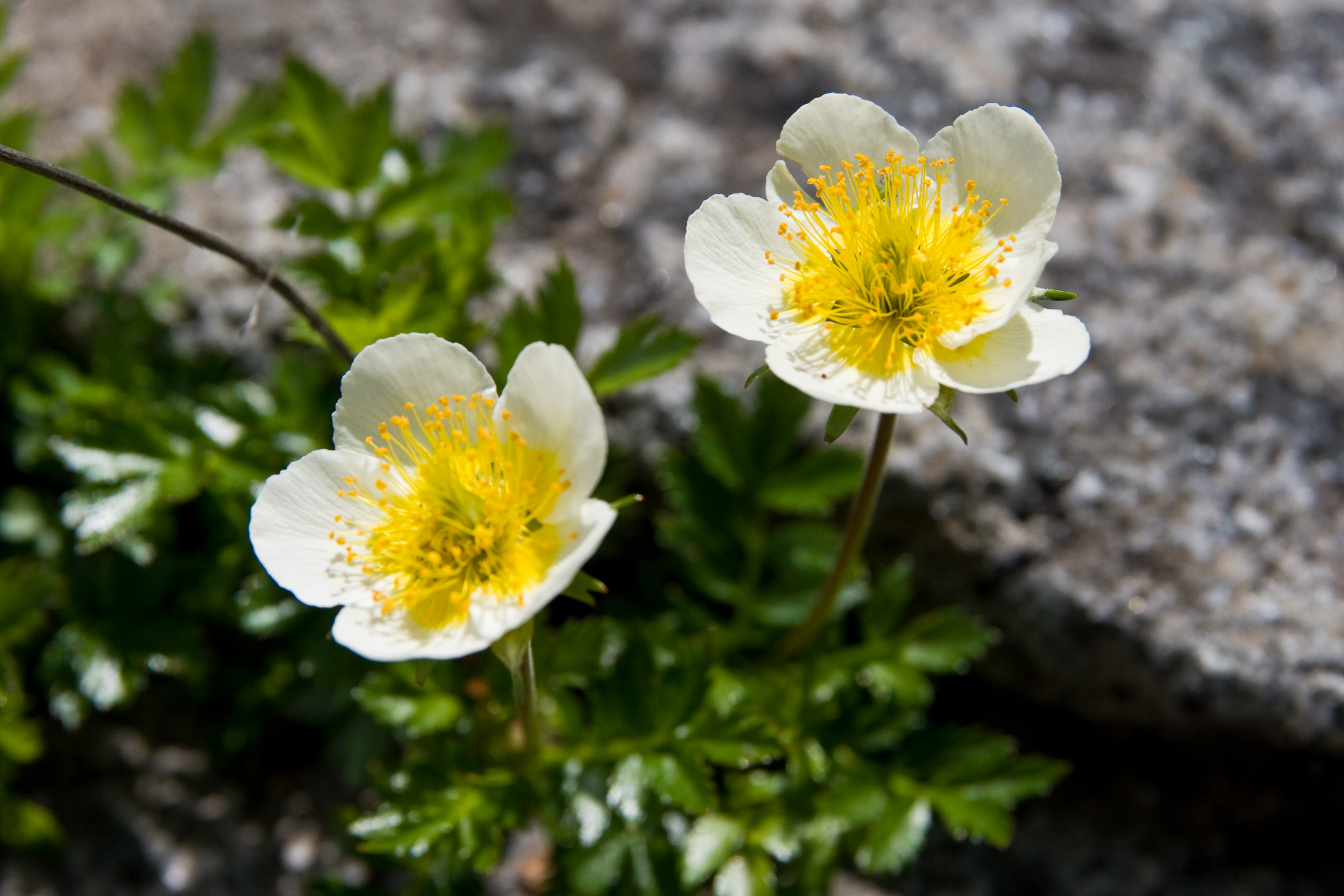
Detalle de la flor

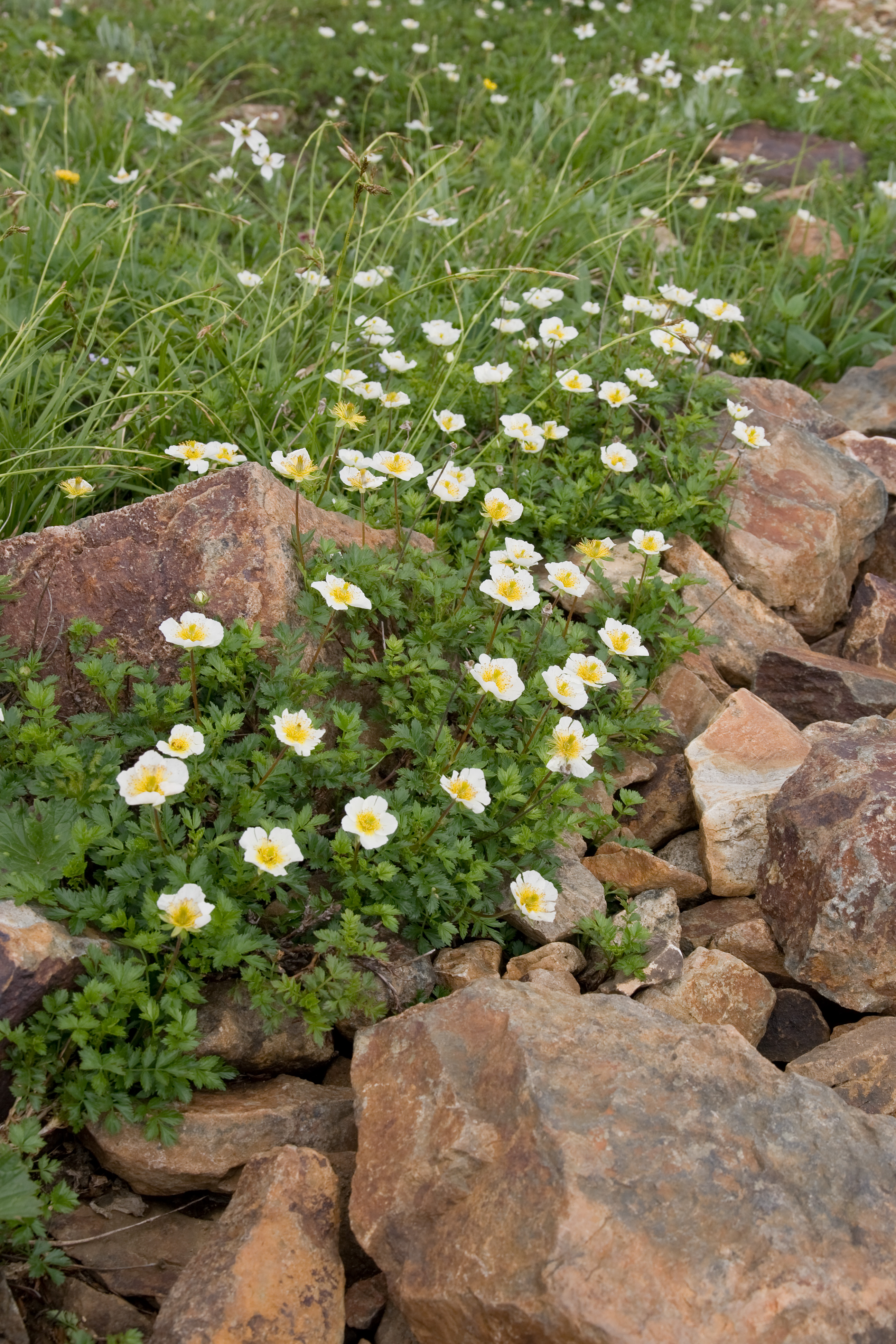
En su hábitat

## Descripción
Es un arbusto perenne que alcanza los 20 cm de altura y florece entre julio y agosto. Tiene flores hermafroditas que son polinizadas por insectos.

## Distribución
Es nativa del este de Asia, Japón, Kamchatka e islas Aleutianas creciendo en zonas húmedas de montaña.

## Propiedades
- Su raíz es astringente y febrífuga. Usada contra fiebres repetitivas.

## Taxonomía
Geum pentapetalum fue descrita por (Linneo) Makino y publicado en Botanical Magazine 24: 32, en el año 1910.
Etimología
Geum: nombre genérico que deriva del latín: gaeum(geum) = nombre de una planta, en Plinio el Viejo, con finas raíces negras y de buen olor, que se ha supuesto era la hierba de San Benito (Geum urbanum L.)
pentapetalum: epíteto latíno que significa "con cinco pétalos".
Sinonimia
- Dryas pentapetala - L. basónimo
- Geum anemonoides - Willd.
- Geum dryadioides - (Siebold & Zucc.) Franch. & Sav.
- Sieversia dryadoides - Siebold.& Zucc.[3]
- Sieversia pentapetala (L.) Greene[4][5]